# NGC 2513
NGC 2513 est une vaste galaxie elliptique située dans la constellation du Cancer. NGC 2513 a été découverte par l'astronome germano-britannique William Herschel en 1786.

## Caractéristiques
Sa vitesse par rapport au fond diffus cosmologique est de 4 904 ± 19 km/s, ce qui correspond à une distance de Hubble de 73,3 ± 5,1 Mpc (∼239 millions d'al).
À ce jour, cinq mesures non basées sur le décalage vers le rouge (redshift) donnent une distance de 70,220 ± 16,760 Mpc (∼229 millions d'al), ce qui est à l'intérieur des valeurs de la distance de Hubble.

## Supernova
La supernova SN 2010ja a été découverte dans NGC 2513 le 15 novembre 2010 dans le cadre du programme de recherche de supernovas CHASE (CHilean Automatic Supernova sEarch) de l'université du Chili. Cette supernova était de type Ia.